# Володимир Святославич (князь рязанський)
Володимир Святославич (*д/н — 1161) — 5-й князь рязанський у 1153—1161 роках, князь муромський у 1155—1161 роках.

## Життєпис
Син Святослава Ярославича, князя рязанського. Ймовірно після смерті батька 1145 року залишив Муром. Восени 1146 року долучився до війська чернігівського князя Святослава Ольговича у протистоянні з Ізяславом Мстиславичем, великим князем київським. Спробував зайняти Муром, але зазнав поразки від князя Ростислава Ярославича й втік до Новгорода-Сіверського, а звідти до Чернігова.
4 квітня 1147 року зі Святославом Ольговичем прибув до Москви на перемовини з Юрієм Володимировичем Долгоруким, князем Володимиро-Суздальським. Влітку того ж року брав участь в поході Святослава Ольговича на Мценськ. 1148 року не зміг завадити Глібу Ростиславичу зайняти Рязань, але у 1153 році зміг того вибити з міста. 1155 року після смерті Ростислава Ярославича зайняв Муром. 
Цим розгардіяшем скористалися половці й волзькі болгари, що 1155 року з різних боків вдерлися до Рязанського князівства, яке сильно пограбували.
У 1159 році брав участь в поході військ владимиро-суздальського князя Андрія Боголюбського на підтримку князя Святослава Вщизького і Ізяслава Давидовича у боротьбі за київський і чернігівський трони відповідно.
Помер Володимир Святославич 1161 року, внаслідок чого Муромо-Рязанське князівство остаточно розпалося. Його син Юрій отримав Муромське князівство, а стриєчний брат Гліб повернув собі Рязанське князівство.